# Braehead Park
Le Braehead Park, autrefois connu sous le nom d'Hibernian Park, est un ancien stade écossais de football situé dans le quartier des Oatlands, dans la ville de Glasgow.
Doté de 4000 places, le stade, inauguré en 1889, est connu pour avoir été l'enceinte à domicile du Glasgow Hibernian ainsi que du Thistle FC.

## Localisation
Le terrain était situé sur la rive gauche du fleuve Clyde, à l'est du quartier d'Hutchesontown.